# Misje dyplomatyczne Wysp Świętego Tomasza i Książęcej

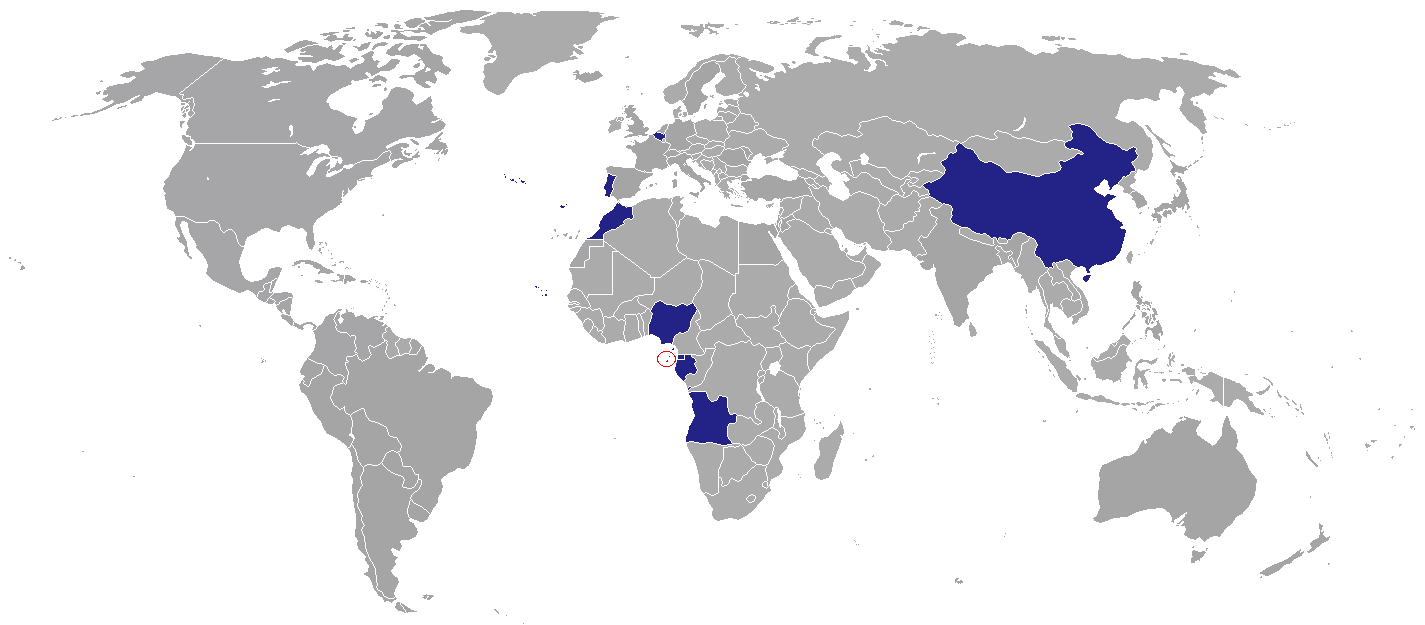
Kraje, w których Demokratyczna Republika Wysp Świętego Tomasza i Książęcej ma swoje przedstawicielstwa dyplomatyczne

Misje dyplomatyczne Wysp Świętego Tomasza i Książęcej – przedstawicielstwa dyplomatyczne Demokratycznej Republiki Wysp Świętego Tomasza i Książęcej przy innych państwach i organizacjach międzynarodowych. Poniższa lista zawiera wykaz obecnych ambasad i konsulatów zawodowych. Nie uwzględniono konsulatów honorowych.

## Europa

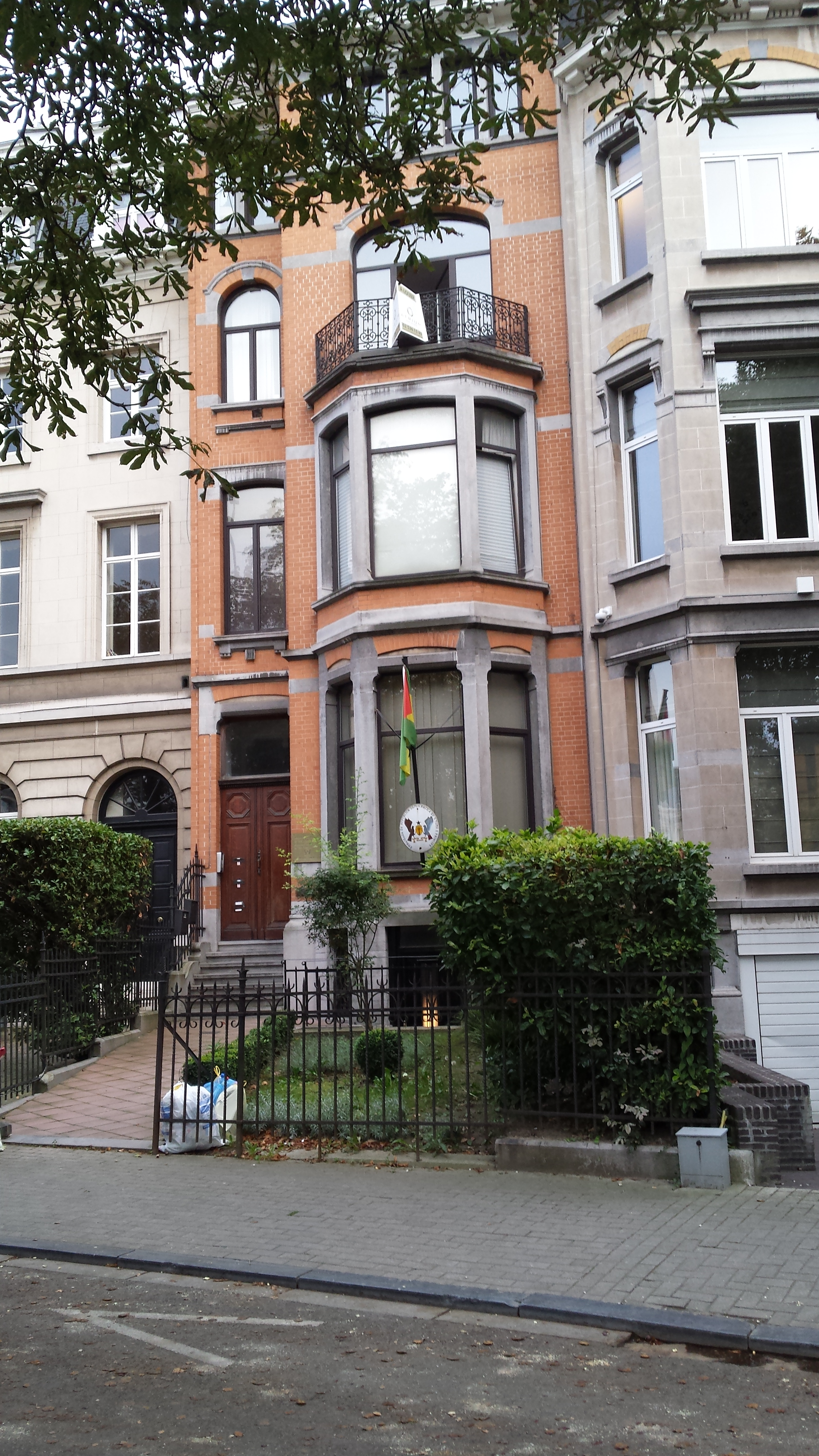
Ambasada Wysp Św. Tomasza i Książęcej w Brukseli

- Belgia
  - Bruksela (Ambasada)
- Portugalia
  - Lizbona (Ambasada)

## Afryka
- Angola
  - Luanda (Ambasada)
- Gabon
  - Libreville (Ambasada)

## Organizacje międzynarodowe
- Nowy Jork − Stałe Przedstawicielstwo przy Organizacji Narodów Zjednoczonych
- Lizbona − Misja przy Wspólnocie Państw Portugalskojęzycznych
- Bruksela − Misja przy Unii Europejskiej